# Publius Cornelius Lentulus Spinther (Politiker)

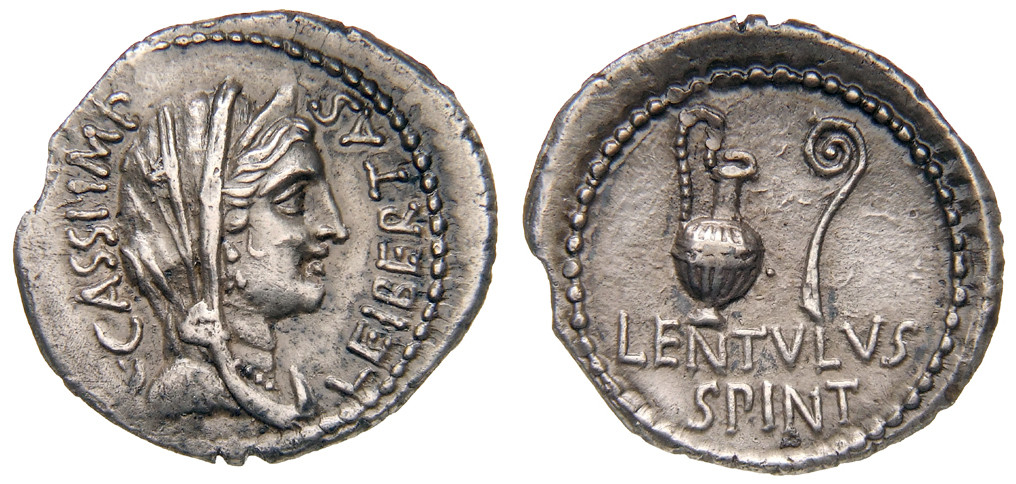
Münze, die Publius Cornelius Lentulus Spinther gemeinsam mit dem Caesarmörder Gaius Cassius Longinus 43/42 v. Chr. prägen ließ und die auf der Vorderseite die personifizierte Freiheit (Libertas), auf der Rückseite eine Opferkanne und einen Lituus zeigt

Publius Cornelius Lentulus Spinther († 42 v. Chr.) war ein römischer Senator und Politiker während der Krise der Römischen Republik in der Mitte des 1. Jahrhunderts v. Chr.
Publius Cornelius Lentulus Spinther gehörte dem Zweig der Lentulier der Familie der Cornelier an. Sein Vater Publius Cornelius Lentulus Spinther, Anhänger des Gnaeus Pompeius Magnus, Unterstützer Marcus Tullius Ciceros und Gegner Gaius Iulius Caesars, war 57 v. Chr. Konsul.
Publius war seit 57 v. Chr. Augur. Von seiner Gattin Caecilia Metella ließ er sich wegen deren angeblich lockeren Lebenswandels scheiden (45 v. Chr.). Während des Bürgerkrieges, in dem sein Vater getötet wurde, war Publius wohl kein offener Gegner Caesars. Nach dessen Ermordung schloss er sich jedoch den Caesarmördern an. 44 v. Chr. begann er als Quästor den Cursus honorum. Im folgenden Jahr wurde er als Proquästor (pro praetore, in Vertretung eines Prätors) in die Provinz Asia geschickt, wo er in einen bewaffneten Konflikt mit Dolabella geriet. Hier ließ er auch eigene Münzen prägen. 43/42 v. Chr. diente er als Legat unter Gaius Cassius Longinus und war an den militärischen Unternehmungen gegen Rhodos und Myra beteiligt. Nach der Schlacht bei Philippi wurde er getötet.